# Essencialismo de gênero
O essencialismo de gênero é um conceito usado para examinar a atribuição de qualidades fixas, intrínsecas e inatas a mulheres e homens. Nessa teoria, existem certas características universais, inatas, biologicamente ou psicologicamente baseadas no gênero que estão na raiz das diferenças observadas no comportamento de homens e mulheres. Na civilização ocidental, é sugerido em escritos que remontam à Grécia antiga. Com o advento do cristianismo, o modelo grego anterior foi expresso em discussões teológicas como a doutrina de que existem dois sexos distintos, masculino e feminino, criados por Deus, e que os indivíduos são imutáveis um ou outro. Essa visão permaneceu essencialmente inalterada até meados do século XIX. Isso mudou o locus da origem das diferenças essenciais, nas palavras de Sandra Bem, "da grande criação de Deus [para] seu equivalente científico: a grande criação da evolução", mas a crença em uma origem imutável não mudou.:2
Alternativas ao essencialismo de gênero foram propostas em meados do século XX. Durante o feminismo de segunda onda, Simone de Beauvoir e outras feministas nas décadas de 1960 e 1970 teorizavam que as diferenças de gênero eram socialmente construídas. Em outras palavras, as pessoas gradualmente se adaptam às diferenças de gênero por meio de sua experiência no mundo social. Mais recentemente, Judith Butler teorizou que as pessoas constroem gênero performando-o.

## Manifestações

### No feminismo
Na teoria feminista e nos estudos de gênero, o essencialismo de gênero é a atribuição de uma essência fixa às mulheres. A essência das mulheres é presumida como universal e geralmente identificada com as características vistas como sendo especificamente femininas. Essas ideias de feminilidade geralmente estão relacionadas à biologia e geralmente dizem respeito a características psicológicas, como nutrição, empatia, apoio, falta de competitividade etc. A teórica feminista Elizabeth Grosz afirma em sua publicação de 1995, Space, Time and Perversion: Essays on the Politics of Bodies, que o essencialismo 
implica a crença de que aquelas características definidas como essência feminina são compartilhadas em comum por todas as mulheres em todos os momentos. Implica um limite das variações e possibilidades de mudança – não é possível para um sujeito agir de maneira contrária à sua essência. Sua essência está subjacente a todas as aparentes variações que diferenciam as mulheres umas das outras. O essencialismo refere-se, assim, à existência de características fixas, de atributos atribuídos e de funções a-históricas que limitam as possibilidades de mudança e, portanto, de reorganização social.
Além disso, o biologismo é uma forma particular de essencialismo que define a essência das mulheres em termos de capacidades biológicas. Essa forma de essencialismo é baseada em uma forma de reducionismo, significando que fatores sociais e culturais são os efeitos de causas biológicas.  O redutivismo/reducionismo biológico "afirmação[ões] que diferenças anatômicas e fisiológicas – especialmente diferenças reprodutivas – características de homens e mulheres humanos determinam tanto o significado de masculinidade e feminilidade quanto as diferentes posições de homens e mulheres na sociedade". O biologismo usa as funções de reprodução, nutrição, neurologia, neurofisiologia e endocrinologia para limitar as possibilidades sociais e psicológicas das mulheres de acordo com os limites biologicamente estabelecidos. Ele afirma que a ciência da biologia constitui uma definição inalterável de identidade, que inevitavelmente "equivale a uma forma permanente de contenção social para as mulheres". 
O naturalismo também faz parte do sistema de essencialismo, onde uma natureza fixa é postulada para as mulheres por meios teológicos ou ontológicos, e não por motivos biológicos. Um exemplo disso seria a afirmação de que a natureza das mulheres é um atributo dado por Deus, ou os invariantes ontológicos no existencialismo sartreano ou na psicanálise freudiana que distinguem os sexos na "afirmação de que o sujeito humano é de alguma forma livre ou de que a posição social do sujeito é. uma função da sua morfologia genital". Esses sistemas são usados para homogeneizar as mulheres em uma categoria singular e fortalecer um binário entre homens e mulheres. 